# Мачульський Олександр Костянтинович
Олекса́ндр Костянти́нович Мачу́льський (1997—2023) — старший солдат Збройних Сил України, учасник російсько-української війни, який загинув під час російського вторгнення в Україну.

## Життєпис
Навчався в гімназії імені В. Т. Сенатора в м. Сміла Черкаської області. Закінчив із відзнакою Знам'янське залізничне училище, де здобув фах помічника машиніста тепловоза.
У 2020 році підписав контракт зі Збройними Силами України.
Під час російського вторгнення в Україну в 2022 році служив старшим солдатом, командиром 1-го аеромобільного відділення, 2-го аеромобільного взводу, 10-ї аеромобільної роти, 4-го аеромобільного батальйону.
У травні 2022 року нагороджений орденом «За мужність» ІІІ ступеня.
Загинув 18 січня 2023 року біля м. Соледар Бахмутського району Донецької області внаслідок важких поранень, несумісних з життям, яких зазнав внаслідок артилерійського обстрілу.
Похований 26 січня 2023 року на Алеї Слави у Смілі.
Залишились мати, батько, дружина та донька.

## Нагороди
- орден «За мужність» II ступеня (5.05.2023) (посмертно) — за особисту мужність, виявлену у захисті державного суверенітету та територіальної цілісності України, самовіддане виконання військового обов'язку[4].
- орден «За мужність» IІI ступеня (22.05.2022) — за особисту мужність і самовіддані дії, виявлені у захисті державного суверенітету та територіальної цілісності України, вірність військовій присязі[5].